# Neuillay-les-Bois
Neuillay-les-Bois – miejscowość i gmina we Francji, w Regionie Centralnym, w departamencie Indre.
Według danych na rok 1990 gminę zamieszkiwało 609 osób, a gęstość zaludnienia wynosiła 13 osób/km² (wśród 1842 gmin Regionu Centralnego Neuillay-les-Bois plasuje się na 599. miejscu pod względem liczby ludności, natomiast pod względem powierzchni na miejscu 112.).